# زعماء محليون (إسبانيا)
الزعماء المحليون (بالإسبانية: caciquismo)‏ هو لقب أُطلق الأشخاص النافذين في إطار العلاقات الاجتماعية التي حددت الحياة السياسية خلال سنوات عودة البوربون.

## البداية

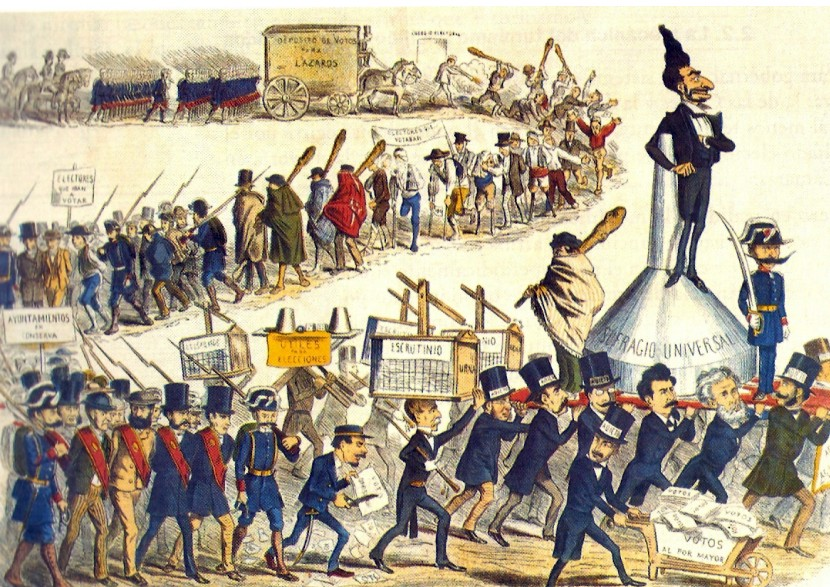
كاريكاتير ساخر يتحدث عن النظام الأسباني الذي بدأ سنة 1876؛ حيث صعود ثقافة تداول السلطة والزعامات المحلية السياسية.

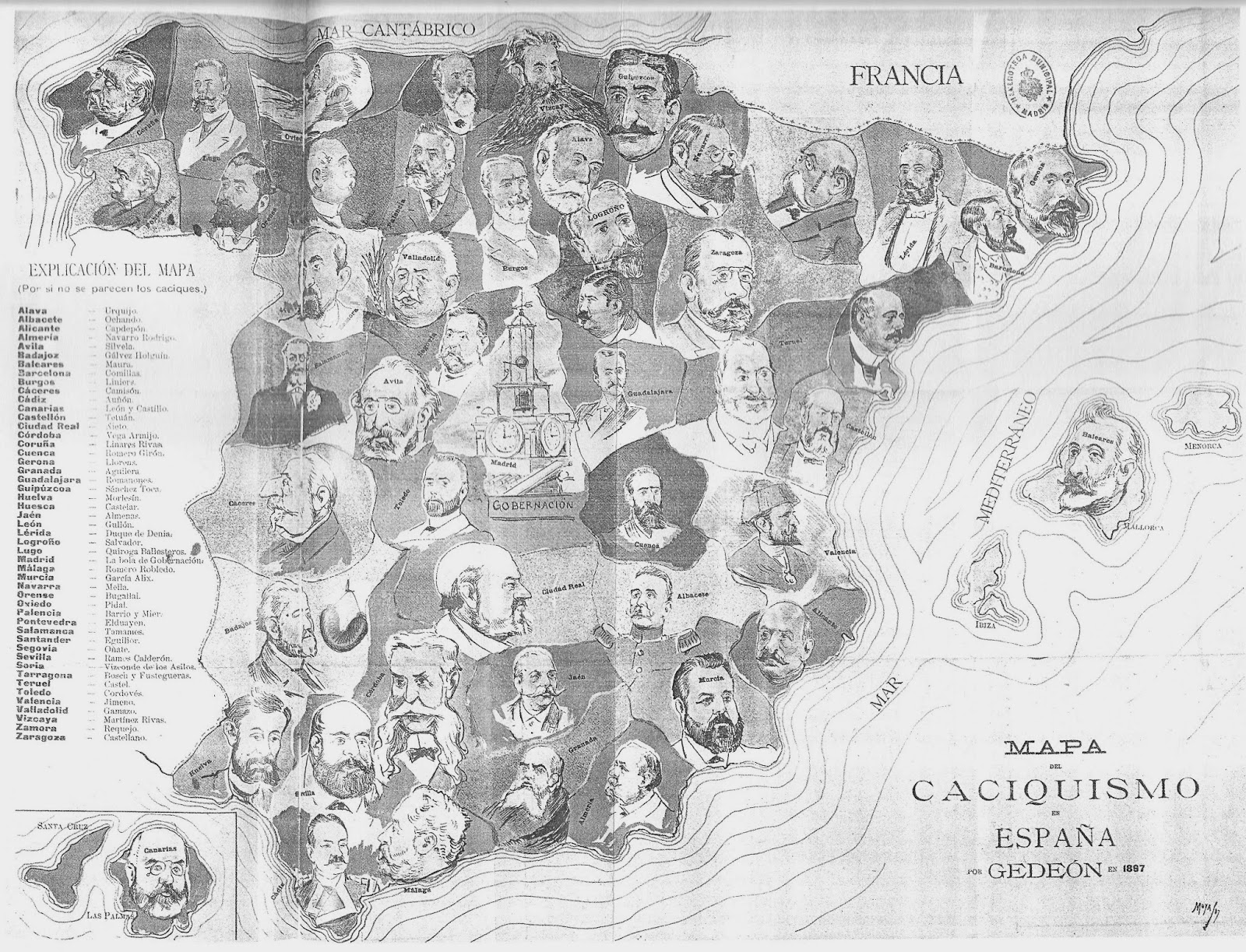
توزيع الزعامات المحلية في إسبانيا.

أتي مصطلح cacique من قبائل تاينو الهندية في جزر الكاريبي والأمريكيتين وهي تطلق على زعماء تلك القبائل. ثم انتقل المصطلح لاحقا إلى إسبانيا فأطلقت على الأشخاص الذين يتمتعون بنفوذ كبير في أراضي الريف الإسباني. وقد أدرجت في قاموس الأكاديمية الملكية اللغوي سنة 1884. والكلمة حاليا لها معنيين:
- هيمنة أو تأثير الزعيم على بلدة أو منطقة.
- التدخل التعسفي لشخص أو سلطة في أمور معينة باستخدام قوتها أو نفوذها.

## الزعماء المحليون في حقبة عودة البوربون
كانت التركيبة الانتخابية لهؤلاء الزعماء هي إحدى الأشكال العديدة لإظهار تأثيرهم على مجتمع المنتفعين وإن ظلت هي السمة الرئيسية. ولكن جذور نشأة هيكلة المنتفعين داخل المجتمع الإسباني كانت قبل حقبة عودة البوربون. ففي منتصف القرن ال 19 كان هناك مزادات لبيع الأملاك الكنسية المصادرة، ومن خلالها أظهرت المحسوبية الريفية بعدا جديدا لفرض نفسها في إطار اقتصاد السوق. ومع دخول الدولة الليبرالية لأنطونيو كانوباس تقاربت العلاقة الاجتماعية بينهما لتكوين النمط الطبيعي للأداء السياسي. وحسب المقاييس كانت قوة الزعامات المحلية الأساسية ترتكز في المناطق الريفية، وإن كانت له بعض الهيمنة في النطاق الحضري. ويغلب على اسبانيا الطابع الريفي، حيث تحولت أراضي الهضبة الوسطى وشبه الجزيرة الجنوبية إلى أن تكون أرضا خصبة للزعامات الريفية المحلية، مما حدا بهم أن يكونوا أكثر عنفا مع نهاية القرن ال 19 ضد أي انتقادات أو دعاة الإصلاح السياسي الوطني.
ترسخت قوة الزعماء المحليين في اسبانيا خلال حقبة عودة البوربون (1874-1923). حيث سيطروا على أصوات جميع الأشخاص في مناطقهم المحلية مع امكانية توجيه تلك الأصوات، وكانت تلك أساس متطلبات التناوب السياسي لحقبة العودة. وأيضا كانت لدى هؤلاء الزعماء الإمكانية المادية ولهم حاشية مسلحة قادرة على تخويف أي جماعة تعمل على عكس رغباتهم، وقد تصل الأمور إلى النزاعات المسلحة لإرضاء تلك الزعامات.
عمل حزبي النظام الليبرالي الإسباني لحقبة عودة البوربون حتى تمزق الجمهورية الثانية -عدا فترات استثنائية قصيرة ومريبة- للوصول إلى الحكم بالتناوب عن طريق الغش والاحتيال لضمان نجاحهم في جميع الانتخابات. وكان الزعماء المحليين أيضا جزء من نظام هيكلة المجتمع القائم على انعدام المساواة. وتلك وسيلة لربط المجتمع الريف بالمدن حيث اتخاذ القرارات السياسية، وهذا هو الحال في معظم أنحاء البلاد.
على الرغم مما قد يبدو فإن شبكات هؤلاء الزعماء المحليون لم تكن منذ البداية ساكنة أو منغلقة، ولكن ممكن تصويرها على أنها تكتل ديناميكي والذي وطد نفسه شيئًا فشيئًا في النسيج الاجتماعي والسياسي حتى أضحى أنه شبه مستحيل على الحكام تمزيقه إن أرادوا تجربة ذلك. فتفكك تلك الآليات المشينة أتي من خارج حدودها مع ظهور أشكال سياسية جديدة. بل أنه لا يمكننا التأكد من أنهم اختفوا في الحرب الأهلية أو حتى بعدها.

## آليات العمل

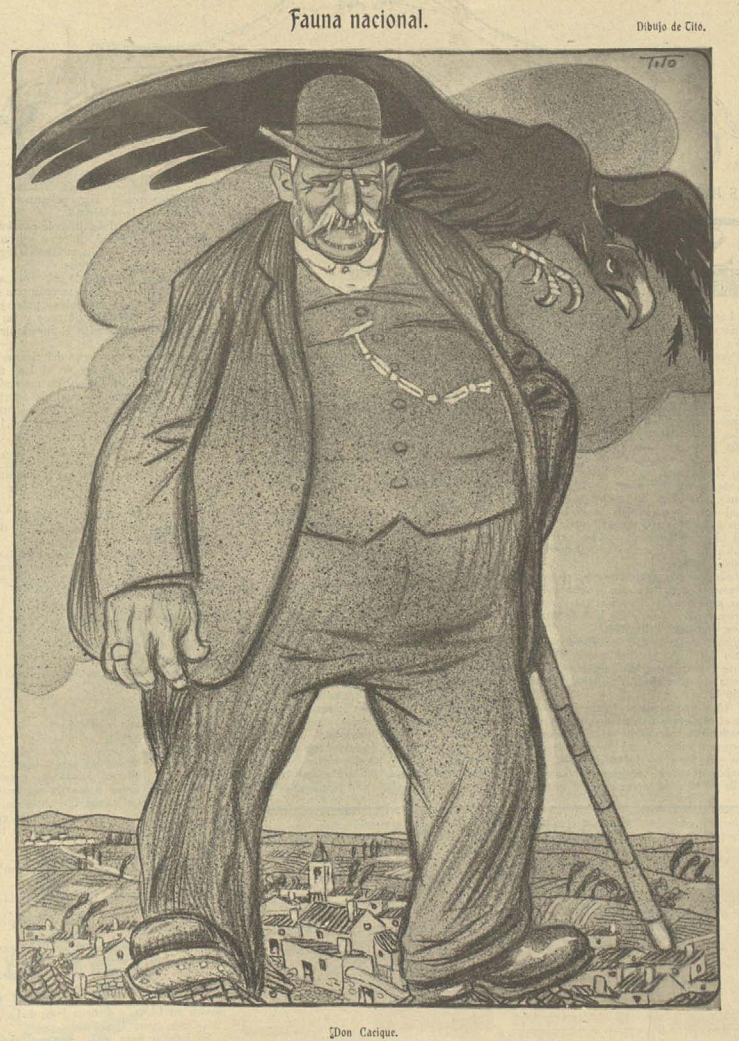
كاريكاتير يصور أحد الزعامات المحلية في سنة 1912.

أظهرت مسالة الزعامات المحلية بأنها قضية سياسية بالأساس ومرتبطة بالانتخابات. فالزعيم هو قطعة من هيكل الإدارة المركزية: وهو الرئيس المحلي لأحد الأحزاب، ومرتبطا بسلسلة بها العديد من العملاء الذين شكلوا النظام السياسي. وبذلك تكون مهمته هي التلاعب الانتخابي بهدف تحقيق نتائج تقديرية مزورة، وغالبا ماينالونها بوسائل غير قانونية إرضاءا لمسؤوليهم المباشرين. فأساس قوة تلك الزعامات لم يكن في وضعها الاقتصادي ولكن بسيطرتها على الآلية الإدارية؛ فهؤلاء سواءا كانوا ليبراليين أو محافظين لهم تأثير على المنطقة التي يهيمنون فيها على أعمال الإدارة؛ تمارس تلك الهيمنة بفرض أفعال غير قانونية؛ فالحصانة الحكومية لأي من هؤلاء الزعماء تنبع من حقيقة أنهم رؤساء محليون لحزب الحكومة. فتمكن الزعيم من هيمنة الآليات الإدارية سمحت له إنشاء وصيانة ورعاية المحاصصة التمييزية لمصلحة أتباعه.
امتازت الانتخابات في إسبانيا في تلك الحقبة بالاحتيال وهي من الأهمية ما يكفي لتصبح تجسيدا للنظام السياسي. وبداية الآليات الاحتيالية كانت بالتلاعب في التعداد الانتخابي، وذلك بانتحال مكان أشخاص مرضى أو متوفين أو غير معروفين واستفادت من أصواتهم.
وكما هو الحال لم تتمكن القوانين من كبح جماح تلك الممارسات السياسية أو الانتخابية. وكثيرا ما تم الإبلاغ عن عمليات تلاعب بالانتخابات. وتبدأ تلك بقائمة مرشحي الحكومة المسمى «بالصندوق» (بالإسبانية: encasillado)‏، حيث تقوم وزارة الداخلية من خلالها بملء تلك «الصناديق» بأسماء المرشحين الذين كانت الحكومة على استعداد لحمايتهم حسب المقاطعات. هؤلاء المرشحون يمكن أن يكونوا حزب السلطة (الذي أصدر مرسوم حل الكورتيس وتنظيم الانتخابات لاعطاء الأغلبية) أو المعارضة. وهذا الصندوق ليس مجرد أمر حكومي، بل هو نتاج مفاوضات شاقة بين القوى السياسية المختلفة. وأحيانا يكون الصندوق لنفس الحزب الحاكم بسبب وجود اتجاهات مختلفة، يمثلها مختلف العملاء لقادة فصائلهم، ومما يتطلب عددا أكثر من المقاعد النيابية اعتمادا على قوتهم. أدى ضعف الحزبين الحاكمين الكبيرين في أواخر عهد ألفونسو الثالث عشر إلى زيادة في عدد قادة الفصائل وإعاقة الصندوق.
يجري إعداد قائمة مرشحي الحكومة المسمى بالصندوق في مدريد، وتكون المفاوضات على المستوى المحلي من خلال ممثل السلطة المركزية لكل محافظة والحاكم المدني. ويسعى الحاكم إلى اتفاق مع الزعماء المحليون لتكوين الإطار الخاص بالانتخابات لتعديل النتائج حسب رغبات الوزارة. فيقوم هؤلاء الزعماء الذين يسيطرون على مواقع مهمة عديدة (البلديات والمجالس المحلية وغيرها) بتنفيذ تلك الرغبات حسب نفوذهم، وكثيراً ماكانوا يفرضون إرادتهم على ممثل الحكومة. وعادة ما تستقيل المجالس البلدية والقضاة المعارضون لصالح الحزب الحاكم. وقد تضطر السلطة إلى ايقاف الذين لم يفعلوا ذلك طواعية. واحيانا يكون من الصعوبة تنفيذ رغبات السلطة فيقوم الزعماء المحليون بادراج أسماء موتى من المقبرة المحلية بالسجل الانتخابي.

## أزمة النظام
كان النظام السياسي والاجتماعي الذي كان تمثله الزعامات المحلية في حكم ألفونسو الثالث عشر بمثابة فضيحة بالنسبة للكثيرين. وإن استمرت علاقات القوة تلك تقريبا حتى بداية العقد الرابع من القرن ال 20. استمرت شبكة الزعماء المحليين بنشاطها دون محاولات لإنهائها بسبب ضعف التعبئة الشعبية والمعارضة التي لم تتمكن من صياغة حركات جماهيرية حقيقية في البلاد. أما عملية إرساء ديمقراطية فعالة فقد أتت سنة 1931 مع وجود الجمهورية التي جسدت الكثير من الحرية والديمقراطية بمعناها الحقيقي وواجهت العوائق التي حالت دون التنفيذ الدائم للنظام البرلماني في إسبانيا.
كانت هناك فرص بدا فيها أن الرأي العام الإسباني سيكسر نطاق الدائرة السياسية الضيقة، ومن تلك الفرص إدخال حق الاقتراع العام للذكور (1890) وفي الأزمة الاستعمارية (1898) وأيضا أواخر حقبة العودة عندما تدهور نظام تداول السلطة، ولكن جميع تلك الآمال قد خابت. فالضعف الذي شعر به أولئك الذين ارادوا تغييراً سياسياً جوهرياً فسر جزئياً قبولهم بانقلاب الجنرال بريمو دي ريفيرا الذي تضمن برنامجه أساسا انهاء السياسة القديمة وتحديث البلد. وشملت الأهداف التي أعلنتها الديكتاتورية استبدال بسيط للسياسة الصغرى لمرحلة الزعامات المحلية. وكان التصور أن الدكتاتور سيخرج الدولة من سجنها. ولكن ومع ذلك فإن التدابير التي طبقها النظام الجديد ضد الزعماء المحليين هي قصيرة ومؤقتة: علقت مجالس البلديات والمجالس المحلية والإقليمية، وخضعت تلك المؤسسات لسيطرة السلطة العسكرية في كل مقاطعة أولا ثم أرسلت مندوبيها الحكوميين لتنفيذ ذلك. وبالنهاية أصبح هؤلاء المندوبون في معظم الحالات بدائل عن الزعماء المحليين، أو رأوا أن أعمالهم التجديدية أصبحت مستحيلة بسبب نشاط القضاة الذين كانوا جزءًا من تلك الزعامات المحلية.
أتى إعلان الجمهورية والتحولات في النظام الديمقراطي المرافق بانعكاسات في جوانب عدة مثل مشاركة جميع الاتجاهات السياسية والتي كانت مهمشة مثل الأحزاب الجمهورية والاشتراكية، ووضع تشريعات انتخابية أكثر عدالة وتشاركية. أدى هذا في بعض المناطق إلى ظهور أزمة خطيرة في نظام الزعامات المحلية، ولكن احتفظت في مناطق أخرى بالسيطرة العلمانية بكل قوتها من خلال البقاء على الروابط الشخصية القوية للتأثير الذي يضمن بقائها. من ناحية أخرى بدأت الحالات التقليدية للسلطة في المجال الزراعي في تنظيم نفسها دفاعًا عن مصالحها من خلال الأحزاب القادرة على التنافس في الوضع الجديد. وهكذا ظهرت قوى سياسية جديدة ذات طبيعة محافظة مثل القوى الزراعية؛ عانى آخرون من عملية كبيرة من الاعتدال، وشكلت أحزاب جماهيرية مهمة مثل سيدا.

## قائمة المراجع
- Carr, Raymond. España, 1808-1975. Barcelona, 1996.
- Molas Ribalta, Pedro:. Manual de Historia Moderna de España. Madrid, 1988.
- Barreda Fontes, José María,Caciques y electores: Ciudad Real durante la Restauración 1876-1923 Consejo Superior de Investigaciones Científicas- IEM, Ciudad Real, 1986 ISBN 84-00-06319-8
- Varela Ortega, José,El poder de la influencia: geografía del caciquismo en España: (1875-1923) Centro de Estudios Políticos y Constitucionales 2001 ISBN 84-259-1152-4
- Rodríguez Acevedo, José Manuel. Caciquismo y cuestión agraria en Tenerife (1890-1936). Ediciones Idea, Tenerife, 2009 (2 vol.)
- Rodríguez Acevedo, José Manuel. "El caciquismo en la España reciente. El caso de Castilla y León". Aposta, Revista de Ciencias Sociales, nº 43, octubre, noviembre y diciembre de 2009.
- Varios Autores: Historia Política y Social Moderna y Contemporánea, Madrid, 2001.
- Peña Guerrero, María Antonia; “Clientelismo político y poderes periféricos durante la restauración, Huelva 1874-1923; universidad de Huelva, 1998